# 條件語氣
條件語氣（conditional mood）是用在條件句中提及事物的假設狀態，或視另一組境況而定的不確定事件的動詞形式。這種語氣因此類似於虛擬語氣，儘管有這兩種不同動詞形式的語言以不同的方式使用它們。
條件動詞形式還可以有時間用法，經常用來表達“過去將來”時態。

## 羅曼語言中的條件形式
儘管拉丁語在條件句中使用直陳語氣和虛擬語氣，多數羅曼語言發展出了條件變格范例。這些形式的演化（和羅曼將來時形式的創新）是文法化的周知例子，語法和意義上獨立的詞成為帶有高度簡化語義功能的規範詞素。羅曼條件（和將來時）形式起源自跟隨著限定形式的動詞 habēre 的拉丁不定式。這個動詞最初意味著在古典拉丁語中的“擁有／所有”，但是在后期拉丁語中被挑選為用作時間／語氣輔助的文法用途。詞序的固定（不定式 + 助詞）和 habēre 的曲折形式的語音簡約最終導致兩個元素融合成一個單一語法形式。

## 延伸閱讀
- Aski, Janice M. 1996. "Lightening the Teacher's Load: Linguistic Analysis and Language Instruction". Italica 73(4): 473-492.
- Benveniste, E. 1968. "Mutations of linguistic categories". In Y. Malkiel and W.P. Lehmann (eds) Directions for historical linguistics, pp. 83–94. Austin and London: University of Texas Press.
- Joseph, Brian D. 1983. The synchrony and diachrony of the Balkan infinitive: a study in general, areal, and historical linguistics. Cambridge: Cambridge University Press. ISBN 0-521-27318-8.